# Hvězdicová topologie

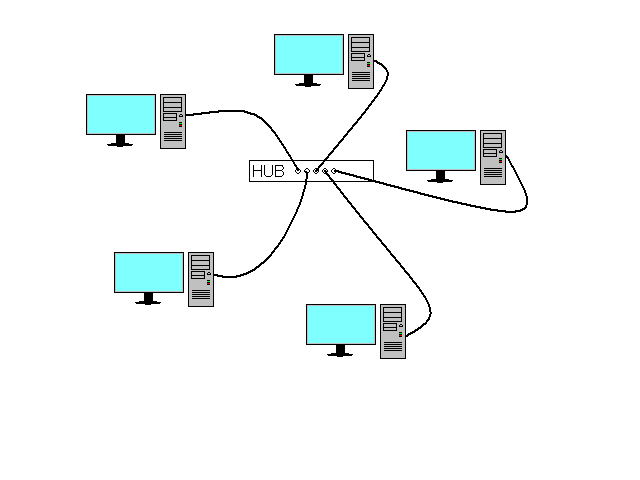
Zapojení počítačů do hvězdy

V počítačových sítích pojem hvězdicová topologie označuje propojení počítačů do útvaru tvarem připomínající hvězdici. Jedná se o nejpoužívanější způsob propojování počítačů do počítačové sítě. Každý počítač je připojený pomocí kabelu (UTP, STP) k centrálnímu prvku hubu nebo síťovému přepínači. Mezi každými dvěma stanicemi existuje vždy jen jedna cesta. Toto zapojení pochází z počátků používání výpočetní techniky, kdy byly počítače připojeny k centrálnímu počítači (mainframe).
Při zkolabování hubu zkolabuje celá síť. Proto je dobré chránit ho před výpadkem el. proudu záložním zdrojem energie (UPS).

## Výhody a nevýhody hvězdicové topologie

### Výhody
- Pokud selže jeden počítač nebo kabel, nebude fungovat spojení pouze pro jednu stanici a ostatní stanice mohou vysílat i přijímat nadále.
- Dobrá výkonnost v porovnání se sběrnicovou topologií. To souvisí s tím, že na jednom kabelu je připojen pouze jeden počítač a tudíž jednak nedochází ke kolizím mezi pakety a také může současně přenášet data více počítačů.
- Snadno se nastavuje a rozšiřuje.
- Závady se dají snadno nalézt.

### Nevýhody
- U větších sítí vyžadováno velké množství kabelů - ke každému počítači jeden.
- Potřeba extra hardware v porovnání se sběrnicovou topologií.
- V případě selhání centrálního síťového prvku přestane fungovat celá síť.

## Ostatní topologie
- Sběrnicová topologie
- Kruhová topologie
- Stromová topologie